# Kovpînka, Novhorod-Siverskîi
Kovpînka (în ucraineană Ковпинка) este localitatea de reședință a comunei Kovpînka din raionul Novhorod-Siverskîi, regiunea Cernihiv, Ucraina.

## Demografie
Componența lingvistică a localității Kovpînka
     Rusă (66,67%)
     Ucraineană (33,33%)
Conform recensământului din 2001, majoritatea populației localității Kovpînka era vorbitoare de rusă (66,67%), existând în minoritate și vorbitori de ucraineană (33,33%).